# 上田瞳
上田瞳（日语：／ Ueda Hitomi，7月29日—）是日本的女性聲優、旁白，京都府出身。青二製作（新人）所屬。

## 人物
就讀同志社大學政策學部，並是青二塾大阪校的30期生。
小時候經常看《週刊少年JUMP》的作品所改編的動畫。
國中二年級時聽了中井和哉擔任新聞旁白的聲音後，了解到聲優的工作很廣闊，並對聲優抱持憧憬。

## 演出作品
※粗體字為主要角色。

### 電視動畫
2014年
- ONE PIECE（女海兵）

2015年
- 境界觸發者（廣播、女性、作業員、女性工作人員、作業員聲音、冰見亞季[2]）
- 七龍珠超（兔子妖精、市民）

2016年
- 數碼暴龍宇宙 應用怪獸（廣播）
- 虎面人W（女性、摔角女子、場內廣播、客）
- 魔物獵人物語 RIDE ON（次女）
- 怪盗Joker 第4期（女兒）
- 夏目友人帳 伍（奈奈子的朋友、電話留言、女性客）
- 我太受歡迎了，該怎麼辦？（裁判）

2017年
- 覆面系NOISE（女學生2）
- 名偵探柯南（小橋法雄）
- 櫻桃小丸子（圖書館員）

2018年
- 黑色五葉草（女孩子）
- 豆豆貓（大豆[4]）
- Fate/EXTRA Last Encore（少女警官）
- 賽馬娘 Pretty Derby（黃金船[5]）
- 錢進球場（女性播報員）
- 京都寺町三條商店街的福爾摩斯（大學生A、女大學生C、店員、大石久美）
- 爆釣BARHUNTER（秘書）
- 弦音－風舞高中弓道部－（女學生）

2019年
- 魔法少女特殊戰明日香（蕾拉）
- 刀劍神域 Alicization（四旋劍）
- 弦音－風舞高中弓道部－（廣播）
- 刀劍神域 Alicization War of Underworld（基羅·辛賽西斯·推尼弗）

2020年
- 闇影詩章（一子）
- 賽馬娘四格（黃金船）
- 半妖的夜叉姬（玉兔、學生、農夫的妻子）
- 戰翼的希格德莉法（蕾莉·哈爾蒂亞、孩子）
- 總之就是很可愛（店員）

2021年
- 賽馬娘 Pretty Derby Season 2（黃金船）
- 半妖的夜叉姬（半妖の子）
- 舞伎家的料理人（女學生、舞妓）
- 佐賀偶像是傳奇 捲土重來（女性委員）
- 魔法紀錄 魔法少女小圓外傳 2nd SEASON -覺醒前夜-（聲A）
- 緋紅結繫（女性）
- 半妖的夜叉姬 貳之章（妹、玉兔、小孩）
- 特斯拉筆記（廣播、操作員）
- 境界觸發者 3rd season（冰見亞希）
- 世界盡頭的聖騎士（精靈少女、女）

2022年
- 怪人開發部的黑井津小姐（佐佐木芽衣）
- 半妖的夜叉姬 貳之章（朋友、學生）
- 食鏽末世錄（康介）
- 相合之物（美夜、同級生、廣播、客人、栗子女孩、電視的聲音）
- 神渣☆偶像（河川敷、たまき）
- 影宅 -2nd Season-（莉迪亞、莉迪）
- 人類毛病大學（山岸的妻子、小孩、CA、男孩子、銀行員）
- 秋葉原冥途戰爭（愛美的部下）
- 惑星公主蜥蜴騎士（幼年阿尼姆斯）
- 鏈鋸人（天童美智子[6]）

2023年
- 英雄王，為了窮盡武道而轉生～而後成為世界最強見習騎士♀～（伊琳娜·皮爾福特）
- 吸血鬼馬上死2（吸血鬼美人計）
- 不相信人類的冒險者們好像要去拯救世界（ジュン）
- AI電子基因（阿部）
- 大小姐和看門犬（安藤）
- Paradox Live THE ANIMATION（女性客、女性）
- 賽馬娘 Pretty Derby Season 3（黃金船[7]）
- 東京復仇者（場地圭介〈小學生〉）
- 重生者的魔法一定要特別（紅龍隊員）
- 家裡蹲吸血姬的鬱悶（梅亞利）

2024年
- 輪迴第7次的惡役令孃，在前敵國享受自由自在的新娘生活（瑪雅、貴族）
- 治癒魔法的錯誤使用法（艾蜜拉[8]）
- 婚戒物語（葛蘭納托[9]）
- 失憶投捕（藤堂葵的美麗姊姊）
- 深夜Punch（十景[10]）
- SHY靦腆英雄（天王寺昧/空虛＝空迴[11]）
- 靠廢柴技能【狀態異常】成為最強的我將蹂躪一切（伊芙·史畢德[12]）
- 唯願來世不相識（染井吉乃[13]）

2025年
- S級怪獸《貝希摩斯》被誤認成小貓，成為精靈女孩的騎士（寵物）一起生活（史黛拉[14]）
- 魔域英雄傳說（亞爾提雅[15]）
- 藥師少女的獨語（黑羽[16]）
- 鄉下大叔成為劍聖（蘇蕾娜·莉珊德拉[17]）
- 氣絕勇者與暗殺公主（安妮莫奈[18]）

時期未定
- 婚戒物語（第2期）（葛蘭納托[19]）

### OVA
2016年
- 那就是聲優！ Blu-ray、DVD第7卷收錄特別篇「小型慶祝會」（妹）

### 劇場版動畫
2016年
- ONE PIECE FILM GOLD

### 網路動畫
2023年
- 總之就是很可愛 女子高中篇（犬養葉加瀨[20]）

### 遊戲
2016年
- ELCHRONICA（凱琳）
- 魔物娘☆後宮（可可娜）

2020年
- 寶可夢大師（瑪綉）

2021年
- 賽馬娘Pretty Derby（黃金船[21]）
- 明日方舟（灰毫）

2025年
- 鳴潮（贊妮）
- 真·三國無雙 起源（貂蟬）

### 電視節目
- 早安日本（旁白）
- 閃耀YELL！（旁白）
- Sukkiri！！（旁白）
- 阿Q冒險中（旁白）
- （旁白）
- 乃木坂46 4th Anniversary 乃木坂46小時TV（旁白）
  - 第二張專輯「屬於我們的位子」發售記念！乃木坂46小時TV（旁白）
- 國際足總俱樂部世界盃日本2015 特別節目（旁白）

### 廣播
- 大家的作文（朗讀）

### 活動
- Machi★Asobi Vol.17（2016年10月9日）[22]

### 其他
- Fresh夏Fes隊2015![3]
- 聲優Animedia「賽馬娘Pretty Derby」接力連載
- 溫泉女孩（嵐山紫雨[23]）

## 音樂CD

### 角色歌
| 發售日  | 商品名稱                                          | 演唱名義                                                   | 歌曲                | 備註                                 |
| 2017年  | 2017年                                            | 2017年                                                     | 2017年              | 2017年                               |
| ------- | ------------------------------------------------- | ---------------------------------------------------------- | ------------------- | ------------------------------------ |
| 1月25日 | 賽馬娘Pretty Derby STARTING GATE 03               | 黃金船（上田瞳）                                           | 「Goal To My SHIP」 | 遊戲《賽馬娘Pretty Derby》相關歌曲   |
| 1月25日 | 賽馬娘Pretty Derby STARTING GATE 03               | 伏特加（大橋彩香）、大和赤驥（木村千咲）、黃金船（上田瞳） | 「」 「」           | 遊戲《賽馬娘Pretty Derby》相關歌曲   |
| 2018年  |                                                   |                                                            |                     |                                      |
| 4月25日 | 賽馬娘Pretty Derby ANIMATION DERBY 01 Make debut! | Spica                                                      | 「Make debut!」     | 電視動畫《賽馬娘Pretty Derby》片頭曲 |
| 5月9日  | 賽馬娘Pretty Derby ANIMATION DERBY 02             | Spica                                                      | 「」                | 電視動畫《賽馬娘Pretty Derby》片尾曲 |

### 组合成员
1. ↑  特別週（和氣杏未）、無聲鈴鹿（高野麻里佳）、東海帝皇（Machico）、伏特加（大橋彩香）、大和赤驥（木村千咲）、黃金船（上田瞳）、目白麥昆（大西沙織）

## 外部連結
- 事務所官方簡歷（页面存档备份，存于）（日語）
- 上田瞳的X（前Twitter）（日語）